# Ejo
Ejo (staroż. Aigeion, Aigion; gr. Αίγιο) – miasto w Grecji, w administracji zdecentralizowanej Peloponez, Grecja Zachodnia i Wyspy Jońskie, w regionie Grecja Zachodnia, w jednostce regionalnej Achaja. Siedziba gminy Ejalia. W 2011 roku liczyło 20 422 mieszkańców. Ośrodek turystyczny. Jedno z najstarszych miast w Grecji. Założone w czasach Homera.

## Współpraca
Miejscowość partnerska:
- Koekelberg, Belgia